# Temerloh
Temerloh è una città nello stato malese di Pahang. Ospita 82.413 abitanti (stima del 2010) ed è la capitale del distretto omonimo. È la seconda città più grande dello stato di Pahang dopo la capitale Kuantan. Situata alla confluenza tra i fiumi Pahang e Semantan, era nota in passato anche come Kuala Semantan (Kuala, in malese, significa appunto «confluenza»). Proprio per la sua posizione strategica tra i due fiumi, era un porto fluviale famoso nei tempi passati.